# Битва на Лисе
Битва на Лисе — сражение между германскими (4-я, 6-я армии) и союзными (1-я, 2-я английские армии, один французский кавалерийский корпус (позднее), а также португальские части) войсками во время Первой мировой войны, в районе реки Лис; завершилось успехом германских войск. Наступление на Лисе является частью Весенней операции германской армии во Фландрии. Операция на Лисе являлась продолжением операции «Михаэль» (21 марта — 5 апреля). Предпринимая попытку прорыва в районе Лиса, германское командование рассчитывало превратить это наступление в «главную операцию» по разгрому английских войск.
Она была частью немецкого весеннего наступления во Фландрии во время Первой мировой войны. Первоначально он планировался генералом Эрихом Людендорфом как операция «Джордж», но затем был сокращен до операции «Жоржетта» с целью захвата Ипра, вынудить британские войска вернуться в порты Ла-Манша и выйти из войны. По планированию, исполнению и эффектам «Жоржетта» была похожа (хотя и меньше) на операцию «Михаэль» ранее в весеннем наступлении.

## Сражение
К 9 апреля на участке предполагаемого прорыва было сосредоточено 29 германских дивизий, 2208 орудий и 492 самолёта. Английские войска на данном участке имели 17 дивизий, 749 орудий, а также 80 танков. Таким образом германцы превосходили противника по численности войск в 2 раза, по численности артиллерии в 3 раза.
Рано утром 9 апреля началась артиллерийская подготовка, в 8 утра в атаку пошла германская пехота. Главный удар наступавших был нанесён по двум португальским дивизиям, входившим в состав 1-й английской армии. У португальцев был низкий моральный уровень, и они ещё не принимали участия в боевых действиях. Сопротивление португальских частей было быстро сломлено, их потери были очень тяжёлыми. Португальские войска потеряли 7000 солдат и 300 офицеров убитыми, ранеными и пленными. В обороне союзных войск образовалась брешь, к концу дня части германской армии продвинулись на 8 км и достигли реки Лис.
На следующий день началась артиллерийская подготовка на втором участке прорыва от Армантьера до Месена. В 5 утра пехота 4-й германской армии перешла в атаку. Германцы вклинились в английскую оборону на 2-3 км и захватили высоту у Месена. Далее наступление распространилось на север, и к исходу дня наступление вели 2 германские армии на фронте протяженностью более 30 км. За 2 дня германцы продвинулись на 12 км.
В связи с создавшимся критическим положением Главнокомандующий войсками Антанты Фердинанд Фош приказал перебросить один французский кавалерийский корпус на помощь англичанам. Тем временем германцы развивали успех, продвинувшись уже на 18 км. Однако с 12 апреля англо-французские войска начали контратаки против наступающих германских войск, и к 14-15 апреля наступление приостановилось.
17 апреля атаки германцев возобновились. Германцы атаковали важный опорный пункт союзников гору Кеммель. 25 апреля после ожесточённых боёв им удалось захватить Кеммель. Однако последующие попытки германских войск продвинуться дальше не имели успеха. На заключительном этапе операции наступление приобрело характер отдельных боёв за улучшение тактического положения, а вечером 29 апреля прекратилось.
Таким образом, превратить битву на Лисе в «главную операцию» и разбить английскую армию германцам не удалось. В результате битве на Лисе в англо-французском фронте образовался новый выступ глубиной 18 км. Союзники понесли тяжёлые потери в ходе апрельского наступления на Лисе, и инициатива в ведении боевых действий продолжала оставаться в руках германского командования.

## В искусстве
- Битва на Лисе отражена в художественном фильме «Солдат, стоящий миллиона других» (порт. Soldado Milhões) (2018).
- Состояние хаоса, паника, страх и ужас португальцев после артподготовки бошей (порт. boches) перед битвой 9 апреля 1918 года были описаны в одной из глав мемуаров капитана медицинской службы Жайме Кортезана «Мемуары о великой войне» (Memórias da Grande Guerra, 1919).